# منى الصغير
منى الصغير هي مقدمة تلفزيونية و ناقدة سينمائية، ورئيسة إدارة مراجعة وتصنيف البرامج التلفزيونية المصرية، والمعروفة سابقًا باسم إدارة الرقابة على التلفزيون المصري.
القسم هو الإدارة المركزية المسؤولة عن مراجعة النصوص ومواد الفيديو التي تبث على التلفزيون المصري الذي تديره الدولة ويتضمن: القنوات الأرضية، وقنوات القمر الصناعي، وشبكة تلفزيون النيل. يضم القسم أكثر من 257 موظفًا، وينقسم إلى أقسام عربية وإنجليزية لمراجعة النصوص ومواد الفيديو بما في ذلك الأفلام والبرامج والبرامج التلفزيونية والمسلسلات والإعلانات التجارية.

## مسيرتها

### الرقابة على العروض المتلفزة
لعقود طويلة كانت إدارة مراجعة وتصنيف البرامج التليفزيونية، والتي كانت تُعرف آنذاك باسم «إدارة الرقابة»، تتحلى بالكثير من الصرامة والجمود، فكثيراً ما عانى صناع الأعمال التليفزيونية من مطالبات الإدارة لهم بإجراء الكثير من التعديلات في إعمالهم قبل السماح بعرضها على شاشات التلفزة المصرية، والتي كانت تصل إلى حذف عدد كبير من المشاهد أو حتى تغيير أجزاء من صلب القصة ذاتها. ومنذ عام 2005، تراجعت شكاوى صانعي الدراما من صرامة وجمود الرقيب في التعامل مع فن الدراما إلى حد كبير، بعد أن تلقى المراقبون العاملون بالتليفزيون المصرى على مدى عشرين شهرًا ما يقرب من 66 دورة تدريبية في مختلف جوانب صناعة الدراما، بدءاً من كتابة السيناريو، ومروراً إخراج العمل، وحتّى مهارات وتقنيات التصوير. ساعد ذلك بشكل كبير على استعادة التواصل بين التلفزيون الحكومي وصناع الدراما الذين عانوا على مدى عقود طويلة من مقصات الرقابة العمياء والتخريبية.
في عام 2008 عرضت قناة التليفزيون المصري الثانية حلقات المسلسل الأمريكي المثير للجدل «الجريء والجميلة»، بعد حذف واقتطاع أجزاء من المشاهد بموجب قرارات منى الصغير الرقابية، مع إضافة تحذير للآباء في مقدمة المسلسل من أن العرض مخصص للكبار فقط، وغير ملائم لمن هم دون الثامنة عشر. انتقد البعض بعد ذلك قرار التليفزيون المصري بالسماح بعرض حلقات المسلسل بسبب الطبيعة الجنسية للعرض بأكمله. وفي عام 2010، سمحت إدارة الرقابة بالتليفزيون المصري بعرض العديد من الأعمال الدرامية مع إضافة تصنيفات منها ما يسمح بالمشاهدة مع الإشراف العائلي، ومنها ما هو مخصص للبالغين فقط.

## موسم المصالحة
وصفت بعض الصحف المصرية مثل صحيفة المصري اليوم شهر رمضان عام 2009 باعتباره «موسم المصالحة» بين صناع الدراما و إدارة الرقابة بالتلفزيون المصري، إذ شهد الموسم الدرامي الرمضاني في ذلك العام تغيراً واضحاً في سلوك رقباء الدولة تجاه صناع الدراما، وصار الرقباء يتحلون بدرجة أعلى من التسامح مع الحوار الدرامي الذي يتضمن الكلام عن أشياء مثل الجنس والمخدرات والسياسة والعديد من القضيايا الاجتماعية المسكوت عنها، والتي باتت متاحة للنقاشات العادلة قبل أن تخضع للرقابة.
يجد الكثير من الفنانون وصانعو الدراما أن إدارة الرقابة بالتليفزيون المصري منذ تولت رئاستها منى الصغير قد تحسنت بشكل ملحوظ وباتت أكثر ديناميكيًة وتحررًا نسبيًا من ذي قبل.

## المؤتمرات
شاركت منى الصغير كممثلة لإدارة الرقابة المصرية في مؤتمر يورو - ميديترانيو السنوي الذي عُقد بايطاليا، والذي يهدف إلى تطوير مشروعات مشتركة لخدمة مصالح الطرفين على مستوى القطاعين العام والخاص في عدد من الدول العربية ودول الخليج العربي، وتشمل تطوير مشروعات البنية التحتية، وشبكات الطاقة، والخدمات اللوجستية، والابتكارات التكنولوجية، ونظم المعلومات، ووسائل الإعلام. شاركت شبكة قنوات التليفزيون المصري أيضًا كعضو نشط في قمة يوروفيجن التي عقدها اتحاد البث الأوروبي في سويسرا، وكانت منى الصغير أحد أعضاء اللجنة المشاركة.
كانت منى الصغير أحد مؤسسي منتدى الإعلام الدولي الذي يقام في مصر، كما أنها عضو بمجلس إدارة المنتدى العالمي للإعلام والتنمية بمصر.